# 안드로이드 13
안드로이드 13(Android 13), 티라미수(코드명)은 2022년 2월 10일에 첫 번째 개발자 프리뷰가 공개된 안드로이드 버전이며 구글이 주도하는 오픈 핸드셋 얼라이언스에 의해 개발된 안드로이드 모바일 운영 체제의 13번째 주요 릴리스이다. 안드로이드 13을 탑재한 첫 폰은 구글 픽셀 7과 7 프로가 될 예정이다.

## 역사

개발자 프리뷰 및 베타 시절에 쓰였던 안드로이드 13 로고

안드로이드 13(내부 코드명 티라미수)은 2022년 2월 10일에 게시된 안드로이드 블로그를 통해 발표되었으며, 첫 번째 개발자 프리뷰는 구글 픽셀 시리즈(픽셀 4부터 픽셀 6까지)로 즉시 출시되었으며 픽셀 3과 픽셀 3a에 대한 지원이 중단되었다. 안드로이드 12의 안정 버전을 출시한 지 4개월 정도 만에 출시되었다. 개발자 프리뷰 2는 이후 3월에 출시되었다. 베타 1은 2022년 4월 26일에 출시되었다. 구글은 2022년 5월 11일 구글 I/O 중에 베타 2를 출시하였다. 6월과 7월에 두 가지 베타 버전이 추가로 출시될 예정이었다. 플랫폼 안정성은 6월에 베타 3으로 도달했다. 안드로이드 13의 최종 출시는 픽셀 폰이 업데이트를 이용할 수 있게 된 8월 15일(한국 날짜 8월 16일)에 시작되었다.

## 기능

### 개인정보
안드로이드 13에는 사용자 대면 및 개발자 대면 모두에서 사용자 개인 정보 보호를 강화하기 위한 몇 가지 새로운 기능이 포함되어 있다.
사용자가 앱에서 액세스할 수 있는 사진 및 동영상을 선택할 수 있도록 하여 개인 정보를 향상시키는 새로운 미디어 선택기가 추가되었다. 대부분의 앱에서 아직 이 선택기를 구현하지 않았다. 또한 Android 13에서는 새로운 권한인 NEARTH_WIFI_DEVICES를 도입하고 있다. 이전에는 Wi-Fi 및 GPS 권한이 "Location"이라는 단일 설정으로 번들되어 있었다. 이러한 변화는 앱이 더 광범위한 탐색 시스템에 대한 액세스를 요청할 필요 없이 가까운 장치와 네트워크를 검색할 수 있다는 것을 의미한다.
이제 알림을 보내기 전에 사용자에게 권한을 요청해야 한다.
또한, 면제되지 않는 알림을 보내는 앱에 새로운 런타임 권한 기능이 추가되어 사용자가 가장 중요한 알림에 집중할 수 있다.

### 사용자 인터페이스
인터넷 토글과 같은 대화창의 작은 변경사항이 추가되어 디자인 언어와 더 잘 어울리게 되었다. Developer Preview 2에서 미디어 플레이어는 다시 디자인되어 앨범 커버를 배경으로 사용하며 더 많은 사용자 컨트롤을 포함한다. 초기 예고편에서 사일런트 모드는 햅틱을 포함하여 진동을 완전히 무력화시켰다. 베타 버전에서는 이전 동작이 되돌아왔다. 다중 사용자 기능이 향상되어 게스트 사용자로부터 액세스할 수 있는 앱을 선택할 수 있게 되었다. 앱 데이터는 사용자 간에 샌드박스로 처리되기 때문에 정보가 공유되지 않는다.

### 새로운 기능
블루투스 LE 오디오와 LC3 오디오 코덱을 지원하여 여러 블루투스 장치 간에 동시에 오디오를 수신하고 공유할 수 있으며, 또한 지원하는 한 연결된 장치의 오디오 품질과 배터리 수명도 개선할 수 있다. 이 버전은 타사 앱이 테마별 재료 사용자 아이콘을 사용할 수 있도록 지원한다. 알림을 길게 누르고 끌면 알림이 분할 화면 보기에서 열린다. 이 기능은 태블릿뿐만 아니라 전화에서도 사용할 수 있다.
베타 2에서 픽셀 런처는 새로운 "통합된" 검색 바를 포함하고 있으며, 이는 로컬 앱과 활동뿐만 아니라 인터넷에서 검색 결과를 제공할 수 있다. 구글은 향후 출시에서 이 검색 툴의 기능을 확장할 것으로 보인다.

### 트윅스
이제 화면 분할 모드는 앱 변경 후에도 지속되며, 이는 다른 앱과 전화 실행기를 사용할 수 있음을 의미하며, 화면 분할 앱은 개요 메뉴에서 함께 페어링된다. 애니메이션이 개선되었으며, 특히 픽셀 6 시리즈에서 지문 스캐너가 빛을 발한다. 잠금 화면의 오버플로 알림도 바가 아닌 동적 크기의 알약에 저장되며, 2줄로 쌓인 시계는 약간 작다. 픽셀 런처(Pixel Launcher)에서 앱 라벨 글꼴이 변경되었으며 사용자 경험 전반에 걸쳐 미묘한 햅틱이 추가되었다. 버전 이스터 에그는 베타 4가 탑재된 플랫폼 안정성 2까지 안드로이드 12와 동일하게 유지되지만, 안드로이드 버전은 설정과 빠른 설정 패널에서 '티라미수'로 변경되었다. 개발자 프리뷰 2에서 티라미수는 13으로 대체되었다. 통합 검색 표시줄에는 새로운 부드러운 애니메이션 및 전환이 포함되어 있다.
큰 화면에 표시되는 독과 같은 안드로이드 12.1 "12L"에서 변경된 사항 중 많은 부분이 큰 포맷 장치를 위한 다른 개선 사항이다. 이러한 기능은 주로 폴더블 및 태블릿용으로 사용되지만 DPI 설정을 변경하여 전화기에서 활성화할 수 있다.

## 지원 기기

### 구글
- 픽셀 4
- 픽셀 4 XL
- 픽셀 4a
- 픽셀 4a 5G
- 픽셀 5
- 픽셀 5a
- 픽셀 6
- 픽셀 6 프로
- 픽셀 6a
- 픽셀 7
- 픽셀 7 프로

### 삼성전자
- 삼성 갤럭시 S23 FE
- 삼성 갤럭시 S23
- 삼성 갤럭시 S23+
- 삼성 갤럭시 S23 울트라
- 삼성 갤럭시 S22
- 삼성 갤럭시 S22+
- 삼성 갤럭시 S22 울트라
- 삼성 갤럭시 S21
- 삼성 갤럭시 S21+
- 삼성 갤럭시 S21 울트라
- 삼성 갤럭시 S21 FE
- 삼성 갤럭시 S20
- 삼성 갤럭시 S20+
- 삼성 갤럭시 S20 울트라
- 삼성 갤럭시 S20 FE
- 삼성 갤럭시 Z 폴드 4
- 삼성 갤럭시 Z 플립 4
- 삼성 갤럭시 Z 폴드 3
- 삼성 갤럭시 Z 플립 3
- 삼성 갤럭시 Z 폴드 2
- 삼성 갤럭시 Z 폴드
- 삼성 갤럭시 Z 플립
- 삼성 갤럭시 Z 플립 5G
- 삼성 갤럭시 노트20
- 삼성 갤럭시 노트20 울트라
- 삼성 갤럭시 탭 S8
- 삼성 갤럭시 탭 S8+
- 삼성 갤럭시 탭 S8 울트라
- 삼성 갤럭시 탭 S7
- 삼성 갤럭시 탭 S7+
- 삼성 갤럭시 탭 S7 FE
- 삼성 갤럭시 탭 엑티브3
- 삼성 갤럭시 와이드6
- 삼성 갤럭시 버디
- 삼성 갤럭시 A23
- 삼성 갤럭시 A32
- 삼성 갤럭시 점프
- 삼성 갤럭시 A33 5G
- 삼성 갤럭시 A42
- 삼성 갤럭시 A42 5G
- 삼성 갤럭시 A52s 5G
- 삼성 갤럭시 A53
- 삼성 갤럭시 A퀀텀
- 삼성 갤럭시 퀀텀2
- 삼성 갤럭시 와이드5
- 삼성 갤럭시 버디2
- 삼성 갤럭시 점프2
- 삼성 갤럭시 퀀텀3

### 기타
- 동적 파티션(super.img)가 탑재된 기기만이 공식 지원 대상이다.

## 같이 보기
- 안드로이드 (운영 체제)
- 안드로이드 버전 역사